# Service de police d'Irlande du Nord

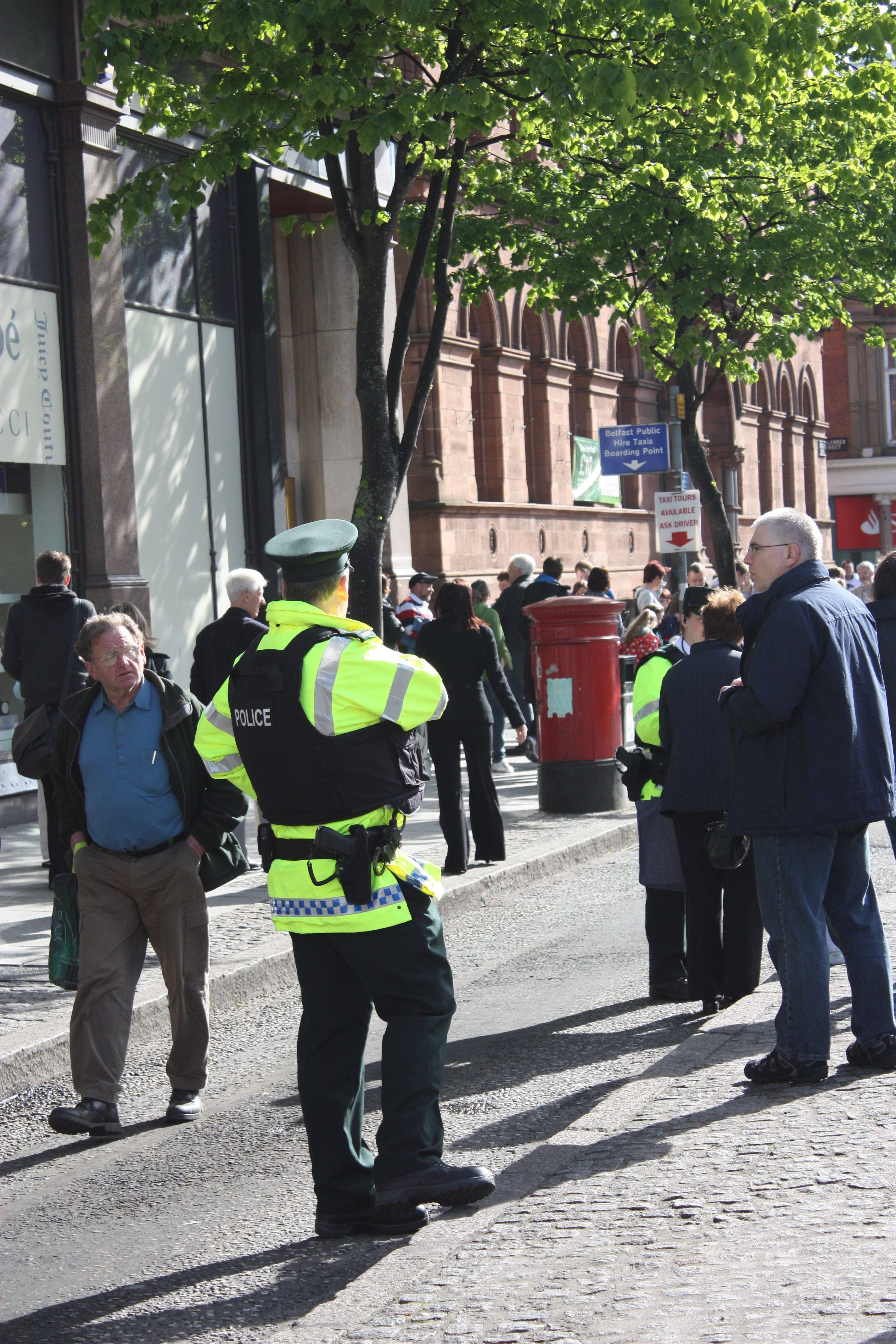
Policier à Belfast en 2010

Le Service de police d'Irlande du Nord (PSNI, anglais : Police Service of Northern Ireland ; irlandais : Seirbhís Póilíneachta Thuaisceart Éireann, scots d'Ulster : Polis Service o Norlin Airlan) remplace en 2001 la Royal Ulster Constabulary. La situation politique en Ulster explique l'armement de tous ses personnels assermentés.

## Organisation
Le PSNI comprend 9 200 personnels répartis en huit districts (29 jusqu'en 2007) regroupant vingt-huit postes de police. L'Irlande du Nord dispose aussi de 2 500 policiers auxiliaires mobilisables à tout moment

## Armes et moyens
Tous les officiers de la police nord-irlandaise sont  dotés d'un arme de service :  le pistolet Glock 17. Des P-M (Heckler & Koch MP5) et des fusils d'assaut (Heckler & Koch G36C) complètent l'arsenal du 'Seirbhís Póilíneachta Thuaisceart Éireann. L'unité canine dispose d'une vingtaine de chiens policiers. Trois hélicoptères Eurocopter EC-135 et un  avion léger de type  Britten-Norman Islander fournissent le soutien aérien au PSNI. De même, quelques bateaux légers peuvent être utilisés.

## Insignes de grade

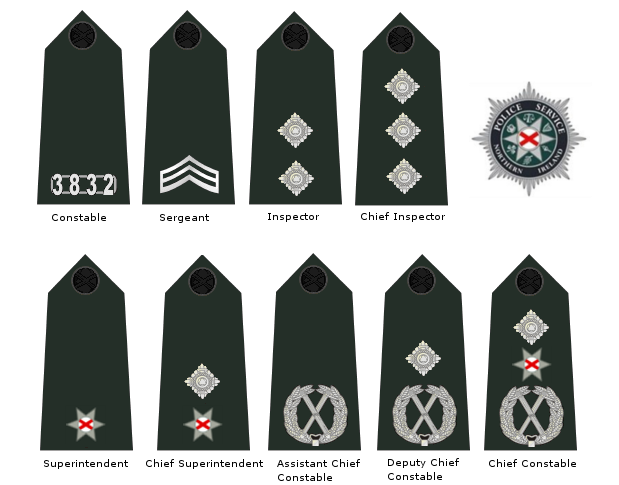